# Championnat du Costa Rica de football 2000-2001
Navigation
Saison précédente Saison suivante
La Primera División 2000-2001 est la 79e édition de la première division costaricienne.
Lors de ce tournoi, le LD Alajuelense a conservé son titre de champion du Costa Rica face aux onze meilleurs clubs costariciens.
La saison était divisée en deux tournois, l'Apertura et le Clausura ; le LD Alajuelense ayant remporté les deux tournois, il a été sacré champion sans disputer la finale du championnat.
Lors de cette saison les deux tournois étaient organisés différemment : lors de l'Apertura, chacun des douze clubs participants était confronté deux fois aux onze autres. Lors du Clausura, chacun des douze clubs participants était confronté deux fois aux cinq équipes de leur groupe, puis les quatre meilleurs de chaque groupe se sont affrontés lors d'une phase finale alors que les deux derniers de chaque groupe se sont affrontés pour éviter la relégation.
Il n'y avait pas de place qualificative pour la Copa Interclubes UNCAF lors de cette saison à cause du changement de format de cette dernière.

## Les 12 clubs participants
| \| Santa Bárbara: AD Carmelita AD Santa Barbara / LD Alajuelense Santa Bárbara CS Cartagines CS Herediano AD Limonense Municipal Osa Municipal Pérez Zeledon Municipal Puntarenas AD San Carlos Santa Bárbara SD Santos \ Deportivo Saprissa \| Localisation des clubs engagés dans le championnat. |
| Santa Bárbara: AD Carmelita AD Santa Barbara / LD Alajuelense Santa Bárbara CS Cartagines CS Herediano AD Limonense Municipal Osa Municipal Pérez Zeledon Municipal Puntarenas AD San Carlos Santa Bárbara SD Santos \ Deportivo Saprissa                                                           |

| Club                    | Stade                         | Capacité          | Ville                  |
| LD Alajuelense          | Stade Alejandro Morera Soto   | 17 900            | Alajuela               |
| AD Carmelita            | Stade Carlos Alvarado         | 3 000             | Santa Bárbara          |
| CS Cartagines           | Stade José Rafael Meza        | 13 500            | Cartago                |
| CS Herediano            | Stade Eladio Rosabal Cordero  | 8 100             | Heredia                |
| AD Limonense            | Stade Juan Gobán              | 3 000             | Puerto Limón           |
| Municipal Osa (es)      | Stade Municipal de Osa        | 3 500             | Ciudad Cortés (es)     |
| Municipal Pérez Zeledon | Stade Municipal Pérez Zeledón | 6 000             | San Isidro del General |
| Municipal Puntarenas    | Stade Lito Pérez              | 4 100             | Puntarenas             |
| AD San Carlos           | Stade Carlos Ugalde Álvarez   | 5 600             | Ciudad Quesada         |
| AD Santa Barbara        | Stade inconnu                 | Capacité inconnue | Santa Bárbara          |
| SD Santos               | Stade Ebal Rodríguez          | 3 000             | Guápiles               |
| Deportivo Saprissa      | Stade Ricardo Saprissa        | 23 100            | San José               |

## TournoiApertura
Lors de ce tournoi les douze équipes s'affrontent à deux reprises selon un calendrier tiré aléatoirement.
Le classement est établi selon le barème de points classique (victoire à 3 points, match nul à 1, défaite à 0). Le départage final se fait selon les critères suivants :
- le nombre de points ;
- la différence de buts générale ;
- la différence de buts particulière ;
- le nombre de buts marqués.

### Classement
| Rang | Équipe                  | Pts | J  | G  | N  | P  | Bp | Bc | Diff |
| ---- | ----------------------- | --- | -- | -- | -- | -- | -- | -- | ---- |
| 1    | LD Alajuelense (T)      | 49  | 22 | 14 | 7  | 1  | 38 | 17 | +21  |
| 2    | CS Herediano            | 38  | 22 | 11 | 5  | 6  | 40 | 22 | +18  |
| 3    | Deportivo Saprissa      | 38  | 22 | 12 | 2  | 8  | 37 | 26 | +11  |
| 4    | SD Santos               | 33  | 22 | 9  | 6  | 7  | 37 | 25 | +12  |
| 5    | AD San Carlos           | 32  | 22 | 9  | 5  | 8  | 36 | 35 | +1   |
| 6    | AD Santa Barbara        | 29  | 22 | 7  | 8  | 7  | 19 | 27 | -8   |
| 7    | Municipal Pérez Zeledon | 28  | 22 | 7  | 7  | 8  | 32 | 35 | -3   |
| 8    | CS Cartagines           | 28  | 22 | 8  | 4  | 10 | 23 | 26 | -3   |
| 9    | AD Carmelita            | 28  | 22 | 6  | 10 | 6  | 22 | 28 | -6   |
| 10   | Municipal Osa (es) (P)  | 21  | 22 | 4  | 9  | 9  | 24 | 36 | -12  |
| 11   | AD Limonense            | 18  | 22 | 5  | 3  | 14 | 30 | 35 | -5   |
| 12   | Municipal Puntarenas    | 18  | 22 | 4  | 6  | 12 | 19 | 45 | -26  |

| Légende : Qualifications et relégations | Légende : Qualifications et relégations                  |
| --------------------------------------- | -------------------------------------------------------- |
|                                         | Qualifié pour la finale du championnat                   |
|                                         | (T) : Tenant du titre (P) : Promu de la saison 1999-2000 |

### Matchs
| Résultats (▼dom., ►ext.)                                   | Alaj | Carm | Cart | Here | Lim | Osa | Muni | Punt | SanC | SanB | Sant | Sapr |
| LD Alajuelense                                             |      | 1-2  | 3-1  | 2-0  | 4-2 | 1-1 | 6-3  | 1-0  | 2-1  | 2-0  | 2-2  | 1-0  |
| AD Carmelita                                               | 0-0  |      | 1-1  | 0-2  | 2-1 | 2-1 | 1-3  | 1-1  | 0-0  | 1-1  | 0-5  | 1-2  |
| CS Cartagines                                              | 0-1  | 1-0  |      | 3-2  | 1-0 | 0-1 | 1-1  | 3-0  | 2-1  | 0-1  | 2-1  | 2-0  |
| CS Herediano                                               | 0-2  | 1-1  | 2-0  |      | 1-0 | 3-0 | 3-0  | 3-1  | 5-0  | 4-0  | 0-1  | 1-2  |
| AD Limonense                                               | 1-1  | 0-0  | 1-2  | 0-1  |     | 1-2 | 2-1  | 6-1  | 3-2  | 5-0  | 0-1  | 0-0  |
| Municipal Osa (es)                                         | 1-1  | 2-2  | 2-1  | 2-2  | 5-1 |     | 1-1  | 0-0  | 1-3  | 1-1  | 1-1  | 1-3  |
| Municipal Pérez Zeledon                                    | 0-1  | 1-1  | 1-0  | 1-4  | 1-2 | 1-0 |      | 2-0  | 2-2  | 1-0  | 1-1  | 1-2  |
| Municipal Puntarenas                                       | 0-1  | 1-2  | 1-1  | 1-2  | 2-1 | 3-1 | 1-4  |      | 0-0  | 1-1  | 1-1  | 2-0  |
| AD San Carlos                                              | 1-1  | 0-1  | 1-0  | 3-3  | 3-2 | 3-1 | 3-2  | 4-1  |      | 3-1  | 3-1  | 3-1  |
| AD Santa Barbara                                           | 1-1  | 1-1  | 1-0  | 1-1  | 1-0 | 0-0 | 0-0  | 1-2  | 1-0  |      | 2-1  | 2-1  |
| SD Santos                                                  | 1-2  | 0-3  | 2-2  | 2-0  | 1-0 | 3-0 | 1-1  | 5-0  | 4-0  | 0-2  |      | 2-1  |
| Deportivo Saprissa                                         | 0-2  | 3-0  | 3-0  | 0-0  | 3-2 | 3-0 | 3-4  | 5-0  | 1-0  | 2-1  | 2-1  |      |
| - Victoire à domicile - Match nul - Victoire à l'extérieur |      |      |      |      |     |     |      |      |      |      |      |      |

## TournoiClausura
Le tournoi Clausura s'est déroulé de la manière suivante :
- La phase de qualification : dix journées de championnat pour chaque groupe de qualification ;
- La phase de relégation : six journées de championnat pour les quatre moins bonnes équipes du championnat ;
- La phase finale : six journées de championnat pour les deux groupes quadrangulaires, puis une finale entre les deux premiers.

### Phase de qualification
Lors de la phase de qualification les douze équipes affrontent à deux reprises les équipes de leur groupe selon un calendrier tiré aléatoirement.
Le classement est établi selon le barème de points classique (victoire à 3 points, match nul à 1, défaite à 0). Le départage final se fait selon les critères suivants :Clausura s'est déroulé de la même façon que les tournois saisonniers précédents, en deux phases :
- le nombre de points ;
- la différence de buts générale ;
- la différence de buts particulière ;
- le nombre de buts marqués.

#### Classement
| Rang | Équipe                  | Pts | J  | G | N | P | Bp | Bc | Diff |
| ---- | ----------------------- | --- | -- | - | - | - | -- | -- | ---- |
| 1    | LD Alajuelense (T)      | 25  | 10 | 8 | 1 | 1 | 25 | 10 | +15  |
| 2    | CS Cartagines           | 13  | 10 | 4 | 1 | 5 | 10 | 13 | -3   |
| 3    | AD San Carlos           | 13  | 10 | 4 | 1 | 5 | 10 | 14 | -4   |
| 4    | Municipal Pérez Zeledon | 12  | 10 | 3 | 3 | 5 | 18 | 19 | -1   |
| 5    | Municipal Osa (es) (P)  | 12  | 10 | 3 | 3 | 4 | 12 | 16 | -4   |
| 6    | Municipal Puntarenas    | 10  | 10 | 3 | 1 | 6 | 16 | 19 | -3   |

| Rang | Équipe             | Pts | J  | G | N | P | Bp | Bc | Diff |
| ---- | ------------------ | --- | -- | - | - | - | -- | -- | ---- |
| 1    | CS Herediano       | 21  | 10 | 6 | 2 | 2 | 21 | 12 | +9   |
| 2    | Deportivo Saprissa | 17  | 10 | 5 | 2 | 3 | 26 | 15 | +11  |
| 3    | SD Santos          | 14  | 10 | 3 | 5 | 2 | 9  | 9  | 0    |
| 4    | AD Carmelita       | 13  | 10 | 3 | 4 | 3 | 14 | 15 | -1   |
| 5    | AD Limonense       | 9   | 10 | 3 | 1 | 5 | 11 | 19 | -8   |
| 6    | AD Santa Barbara   | 6   | 10 | 1 | 3 | 6 | 13 | 24 | -11  |

| Légende : Qualifications et relégations | Légende : Qualifications et relégations                  |
| --------------------------------------- | -------------------------------------------------------- |
|                                         | Qualifié pour la phase finale                            |
|                                         | Qualifié pour la phase de relégation                     |
|                                         | (T) : Tenant du titre (P) : Promu de la saison 1999-2000 |

#### Matchs
| Résultats (▼dom., ►ext.)                                   | Alaj | Cart | Osa | Muni | Punt | SanC |
| LD Alajuelense                                             |      | 1-0  | 6-0 | 3-1  | 5-2  | 1-1  |
| CS Cartagines                                              | 1-2  |      | 1-0 | 2-0  | 1-0  | 3-1  |
| Municipal Osa (es)                                         | 1-2  | 1-1  |     | 2-2  | 3-2  | 2-0  |
| Municipal Pérez Zeledon                                    | 3-1  | 3-0  | 1-1 |      | 3-3  | 3-2  |
| Municipal Puntarenas                                       | 1-2  | 3-1  | 0-2 | 3-1  |      | 2-0  |
| AD San Carlos                                              | 0-2  | 2-0  | 1-0 | 2-1  | 1-0  |      |
| - Victoire à domicile - Match nul - Victoire à l'extérieur |      |      |     |      |      |      |

| Résultats (▼dom., ►ext.)                                   | Carm | Here | Lim | SanB | Sant | Sapr |
| AD Carmelita                                               |      | 1-3  | 2-0 | 3-2  | 0-0  | 1-4  |
| CS Herediano                                               | 3-2  |      | 3-2 | 3-0  | 1-1  | 4-1  |
| AD Limonense                                               | 1-1  | 2-1  |     | 1-0  | 0-0  | 1-4  |
| AD Santa Barbara                                           | 1-1  | 2-2  | 2-4 |      | 0-1  | 4-2  |
| SD Santos                                                  | 0-2  | 1-0  | 1-0 | 2-2  |      | 2-2  |
| Deportivo Saprissa                                         | 1-1  | 0-1  | 5-0 | 5-0  | 2-1  |      |
| - Victoire à domicile - Match nul - Victoire à l'extérieur |      |      |     |      |      |      |

### Phase de relégation
Lors de la phase de relégation les quatre équipes s'affrontent à deux reprises selon un calendrier tiré aléatoirement.
Le classement est établi selon le barème de points classique (victoire à 3 points, match nul à 1, défaite à 0). Le départage final se fait selon les critères suivants :
- le nombre de points ;
- la différence de buts générale ;
- la différence de buts particulière ;
- le nombre de buts marqués.

#### Classement
| Rang | Équipe                 | Pts | J | G | N | P | Bp | Bc | Diff |
| ---- | ---------------------- | --- | - | - | - | - | -- | -- | ---- |
| 1    | Municipal Osa (es) (P) | 10  | 6 | 3 | 1 | 2 | 8  | 6  | +2   |
| 2    | AD Limonense           | 9   | 6 | 3 | 0 | 3 | 7  | 9  | -2   |
| 3    | AD Santa Barbara       | 8   | 6 | 2 | 2 | 2 | 8  | 7  | +1   |
| 4    | Municipal Puntarenas   | 7   | 6 | 2 | 1 | 3 | 8  | 9  | -1   |

| Légende : Qualifications et relégations | Légende : Qualifications et relégations |
| --------------------------------------- | --------------------------------------- |
|                                         | Relégué en Segunda División             |
|                                         | (P) : Promu de la saison 1999-2000      |

#### Matchs
| Résultats (▼dom., ►ext.)                                   | Lim | Osa | Punt | SanB |
| AD Limonense                                               |     | 3-1 | 2-1  | 1-0  |
| Municipal Osa (es)                                         | 2-1 |     | 2-0  | 0-0  |
| Municipal Puntarenas                                       | 2-0 | 0-2 |      | 3-1  |
| AD Santa Barbara                                           | 3-0 | 2-1 | 2-2  |      |
| - Victoire à domicile - Match nul - Victoire à l'extérieur |     |     |      |      |

### Phase finale
Lors de la phase finale les huit équipes affrontent à deux reprises les trois autres clubs de leur groupe selon un calendrier tiré aléatoirement. Les deux premiers de chaque groupe se qualifient pour la finale du tournoi.
Le classement est établi selon le barème de points classique (victoire à 3 points, match nul à 1, défaite à 0). Le départage final se fait selon les critères suivants :
- le nombre de points ;
- la différence de buts générale ;
- la différence de buts particulière ;
- le nombre de buts marqués.

#### Classement
| Rang | Équipe             | Pts | J | G | N | P | Bp | Bc | Diff |
| ---- | ------------------ | --- | - | - | - | - | -- | -- | ---- |
| 1    | LD Alajuelense (T) | 18  | 6 | 6 | 0 | 0 | 16 | 1  | +15  |
| 2    | AD San Carlos      | 9   | 6 | 3 | 0 | 3 | 13 | 14 | -1   |
| 3    | Deportivo Saprissa | 7   | 6 | 2 | 1 | 3 | 8  | 10 | -2   |
| 4    | AD Carmelita       | 1   | 6 | 0 | 1 | 5 | 3  | 15 | -12  |

| Rang | Équipe                  | Pts | J | G | N | P | Bp | Bc | Diff |
| ---- | ----------------------- | --- | - | - | - | - | -- | -- | ---- |
| 1    | CS Herediano            | 11  | 6 | 3 | 2 | 1 | 9  | 4  | +5   |
| 2    | CS Cartagines           | 8   | 6 | 2 | 2 | 2 | 9  | 7  | +2   |
| 3    | SD Santos               | 8   | 6 | 2 | 2 | 2 | 3  | 6  | -3   |
| 4    | Municipal Pérez Zeledon | 5   | 6 | 1 | 2 | 3 | 6  | 10 | -4   |

| Légende : Qualifications et relégations | Légende : Qualifications et relégations |
| --------------------------------------- | --------------------------------------- |
|                                         | Qualifié pour la finale                 |
|                                         | (T) : Tenant du titre                   |

#### Matchs
| Résultats (▼dom., ►ext.)                                   | Alaj | Carm | SanC | Sapr |
| LD Alajuelense                                             |      | 1-0  | 4-0  | 2-0  |
| AD Carmelita                                               | 0-4  |      | 1-2  | 1-1  |
| AD San Carlos                                              | 1-3  | 5-1  |      | 2-0  |
| Deportivo Saprissa                                         | 0-2  | 2-0  | 5-3  |      |
| - Victoire à domicile - Match nul - Victoire à l'extérieur |      |      |      |      |

| Résultats (▼dom., ►ext.)                                   | Cart | Here | Muni | Sant |
| CS Cartagines                                              |      | 1-1  | 2-0  | 2-0  |
| CS Herediano                                               | 2-1  |      | 4-0  | 0-0  |
| Municipal Pérez Zeledon                                    | 2-2  | 1-2  |      | 3-0  |
| SD Santos                                                  | 2-1  | 1-0  | 0-0  |      |
| - Victoire à domicile - Match nul - Victoire à l'extérieur |      |      |      |      |

### Finale
| Match aller | CS Herediano | 1:0   | LD Alajuelense | Stade Eladio Rosabal Cordero |  |
| 6 mai       | Solano 80e   | (0:0) |                |                              |  |

| Match retour | LD Alajuelense                  | 3:0   | CS Herediano | Stade Alejandro Morera Soto |  |
| 9 mai        | Miso 19e · Miso 32e · Solís 80e | (2:0) |              |                             |  |

## Finale du championnat
Le LD Alajuelense ayant remporté les deux tournois saisonniers, la finale du championnat n'a pas été jouée.

## Bilan du tournoi
| Tableau d'Honneur |                |
| Compétition       | Vainqueur      |
| Primera División  | LD Alajuelense |

| Promotions et relégations   |                      |
| Relégué en Segunda División | Municipal Puntarenas |
| Promu de Segunda División   | AD Municipal Liberia |